# Хэм, Элизабет
Элизабет Хэм (англ. Elizabeth Ham, 1783, Сомерсет — 1859) — британская поэтесса и писательница, творившая в конце георгианской и начале викторианской эпохи. Она известна своими социальными наблюдениями за жизнью Ирландии в период с 1804 по 1809 год, которые нашли отражение в её романе «Семья Форд в Ирландии» (1845) и в её посмертно опубликованных мемуарах «Элизабет Хэм, 1783–1820» (1945). 

## Ранние годы
Элизабет Хэм родилась в Норт-Перроте, Сомерсет, Англия, 30 ноября 1783 года. Она была третьей из семи детей Томаса Хэма, фермера и пивовара, и Элизабет Хэм. Иногда её разлучали с родителями, братьями и сёстрами, пока семья не обосновалась в Дорчестере и Уэймуте. Время от времени она посещала школы, в том числе недолгое время проучилась в школе-интернате. В Уэймуте она посещала спектакли, балы, вечеринки и другие общественные мероприятия. Её мемуары упоминают, как Георг III посещал семейную ферму.

## Жизнь в Ирландии
В 1804 году отец Хэм перевёз семью, включая 21-летнюю Элизабет, в Ирландию. Проведя зиму в Карлоу, они в конце концов обосновались в Баллине, графство Мейо, где её отец основал солодовенный бизнес для поставок на пивоварню в Гернси. Хэм влюбилась в младшего офицера, который затем бросил её, и она так и не вышла замуж. Бизнес отца Хэм не процветал, и семья вернулась в Англию. 
Живя в Ирландии, Хэм записывала свои впечатления об ирландском обществе, в том числе о бедных слоях населения. Эти факты легли в основу её писательской работы в последующие годы.

## Дальнейшая жизнь и литературное творчество
Оставшуюся часть своей жизни Хэм прожила у разных родственников в Сомерсете и Дорсете. В обмен на пропитание она выполняла функции экономки, горничной или медсестры по мере необходимости для членов своей семьи. Некоторое время она преподавала в небольшой школе в Фордингтоне.
Около 1820 года Хэм стала гувернанткой поэта Чарльза Элтона в его семейном доме в Клифтоне, Бристоль. С помощью Элтона Хэм опубликовала анонимную книгу «Грамматика младенца» и длинную поэму «Эльгива, или Монахи». В книге «An Infant’s Grammer» были иллюстрации, предоставленные Хэм, но значительно изменённые иллюстратором издателя Джона Харриса. Книга хорошо продавалась, и Хэм пожалела, что на ней не было её имени, поскольку это могло бы обеспечить ей некоторую финансовую стабильность.
В 1845 году Хэм написала роман, основанный на её пребывании в Ирландии, «Семья Форд в Ирландии». Рецензент журнала Spectator отметил, что у Хэм есть способности к описанию социальной жизни и персонажей, но пренебрежительно отозвался о её «виговской» политике и интригах. 
В 1849 году Хэм начала писать мемуары и продолжила работу над ними после переезда в Уик-хаус в Брислингтоне, где она работала экономкой. 
Хэм умерла от болезни сердца 1 марта 1859 года.
Сокращённая версия её мемуаров, охватывающая период с 1783 по 1820 год, была опубликована в 1945 году с предисловием Эрика Джиллета. Также части мемуаров были напечатаны в журнале The Listener и транслировались на BBC. 